# Hrabstwo Coles

Piramida wieku hrabstwa

Hrabstwo Coles – hrabstwo w USA, w stanie Illinois, według spisu z 2000 roku liczba ludności wynosiła 53 196. Siedzibą hrabstwa jest Charleston.
Hrabstwo Coles powstało w 1831 roku z Hrabstwa Clark i Hrabstwa Edgar. Swoją nazwę otrzymało po Edward Coles, drugim gubernatorze  Illinois z lat 1822 – 1826.

## Geografia
Według spisu hrabstwo zajmuje powierzchnię 1321 km², z czego 1316 km² stanowią lądy, a 5 km² (0,35%) stanowią wody.

Stan Illinois na mapie USA

### Sąsiednie hrabstwa
- Hrabstwo Douglas – północ
- Hrabstwo Edgar – północny wschód
- Hrabstwo Clark – południowy wschód
- Hrabstwo Cumberland – południe
- Hrabstwo Shelby – zachód
- Hrabstwo Moultrie – zachód

## Demografia
Według spisu z 2000 roku hrabstwo zamieszkuje 53 196, które tworzą 21 043 gospodarstw domowych oraz 12 078 rodzin. Gęstość zaludnienia wynosi 40 osób/km². Na terenie hrabstwa jest 22 768 budynków mieszkalnych o częstości występowania wynoszącej 17 budynków/km². Hrabstwo zamieszkuje 95,37% ludności białej, 2,28% ludności czarnej, 0,20% rdzennych mieszkańców Ameryki, 0,79% Azjatów, 0,05% mieszkańców Pacyfiku, 0,41% ludności innej rasy oraz 0,90% ludności wywodzącej się z dwóch lub więcej ras, 1,39% ludności to Hiszpanie, Latynosi lub inni.
W hrabstwie znajduje się 21 043 gospodarstw domowych, w których 26,10% stanowią dzieci poniżej 18 roku życia mieszkający z rodzicami, 46,20% małżeństwa mieszkające wspólnie, 8,30% stanowią samotne matki oraz 42,60% to osoby nie posiadające rodziny. 31,20% wszystkich gospodarstw domowych składa się z jednej osoby oraz 11,20% żyję samotnie i ma powyżej 65 roku życia. Średnia wielkość gospodarstwa domowego wynosi 2,31 osoby, a rodziny wynosi 2,91 osoby.
Przedział wiekowy populacji hrabstwa kształtuje się następująco: 19,70% osób poniżej 18 roku życia, 23,50% pomiędzy 18 a 24 rokiem życia, 23,80% pomiędzy 25 a 44 rokiem życia, 19,70% pomiędzy 45 a 64 rokiem życia oraz 13,30% osób powyżej 65 roku życia. Średni wiek populacji wynosi 31 lat. Na każde 100 kobiet przypada 91,30 mężczyzn. Na każde 100 kobiet powyżej 18 roku życia przypada 88,10 mężczyzn.
Średni dochód dla gospodarstwa domowego wynosi 32 286 dolarów, a średni dochód dla rodziny wynosi 45 708 dolarów. Mężczyźni osiągają średni dochód w wysokości 32 831 dolarów, a kobiety 21 923 dolarów. Średni dochód na osobę w hrabstwie wynosi 17 370 dolarów. Około 7,50% rodzin oraz 17,50% ludności żyje poniżej minimum socjalnego, z tego 11,40% poniżej 18 roku życia oraz 9,30% powyżej 65 roku życia.

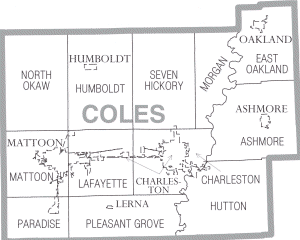
Mapa hrabstwa Coles

## Miasta
- Charleston
- Mattoon
- Oakland

## Wioski
- Ashmore
- Humboldt
- Lerna